# Louis Hofmann
Louis Hofmann (ur. 3 czerwca 1997 w Bergisch Gladbach) – niemiecki aktor telewizyjny i filmowy, który po raz pierwszy zwrócił uwagę krytyki jako pierwszoplanowy bohater niemieckiego filmu Tom Sawyer z 2011 roku oraz zdobywca nagrody Bodil Award dla najlepszego aktora drugoplanowego za rolę nastoletniego niemieckiego jeńca wojennego w duńsko-niemieckiej produkcji z 2015 roku Under Sandet (Pole minowe).
Pierwszoplanowa rola w filmie „Środek świata” przyniosła mu popularność gwiazdy w Niemczech. Jest również znany z roli Jonasa Kahnwalda w netflixowym serialu „Dark” z roku 2017. W 2018 zdobywca Złotej Kamery (najważniejsza niemiecka nagroda telewizyjna) dla Najlepszego Młodego Aktora.

## Filmografia

### Kino
| Rok  | Tytuł                                    | Rola               | Uwagi       |
| ---- | ---------------------------------------- | ------------------ | ----------- |
| 2011 | Przygody Tomka Sawyera                   | Tom Sawyer         | Główna rola |
| 2012 | Przygody Hucka Finna                     | Tom Sawyer         |             |
| 2013 | Mężczyzna prawie idealny                 | Aaron              |             |
| 2014 | Das Zeugenhaus                           | Werner Krollmann   |             |
| 2015 | Freistatt                                | Wolfgang           |             |
| 2015 | Pole minowe                              | Sebastian Schumann |             |
| 2016 | Środek świata                            | Phil               |             |
| 2016 | Alone in Berlin                          | Hans Quangel       |             |
| 2017 | Lommbock                                 | Jonathan           |             |
| 2017 | 1000 gatunków deszczu                    | Oliver             |             |
| 2018 | Biały kruk                               | Teja Kremke        |             |
| 2018 | Czerwona jaskółka                        | Dyrektor banku     |             |
| 2018 | Down The River                           | Syn                |             |
| 2018 | The New End                              | Krasnolud (głos)   |             |
| 2019 | Prélude                                  | David              |             |
| 2019 | The German Lesson                        | Klaus Jepsen       |             |
| 2019 | Elfinki                                  | Kipp (głos)        |             |
| 2022 | Fałszerz                                 | Cioma Schönhaus    |             |
| 2023 | Seneka, czyli o powstaniu trzęsień ziemi | Lucyliusz          |             |

### Telewizja
| Rok       | Tytuł                      | Rola              | Uwagi                             |
| --------- | -------------------------- | ----------------- | --------------------------------- |
| 2010      | The Lost Father            | David Salzbrenner |                                   |
| 2010      | Tod in Istanbul            | Sascha Kleinert   |                                   |
| 2010      | Danni Lowinski             | Fabian Lüdtke     | Odcinek: "Hundeleben"             |
| 2012      | Wilsberg                   | Max Rensing       | Odcinek: "Aus Mangel an Beweisen" |
| 2013      | Stolberg                   | Dennis Kessler    | Odcinek: "Der verlorene Sohn"     |
| 2016      | Shuld                      | Leonhard Tackler  | Odcinek: "Das Cello"              |
| 2017      | You Are Wanted             | Dalton            | Powracająca postać (5 odcinków)   |
| 2017-2020 | Dark                       | Jonas Kahnwald    | Główna rola                       |
| 2022      | Jej wszystkie życia        | Jürgen            | 2 odcinki                         |
| 2023      | Światło, którego nie widać | Werner Pfennig    | Miniserial; główna rola           |
| 2024      | Władcy przestworzy         | Ulrich Haussmann  | Miniserial; 1 odcinek             |
| 2024      | Ripley                     | Max Yoder         | Miniserial; 1 odcinek             |